# Paul Friedeborn
Paul Friedeborn (* 24. Januar 1572 in Stettin; † 14. November 1637 in Stettin) war ein Stettiner Bürgermeister und Lokalhistoriker. Er verfasste die erste historische Beschreibung Stettins.

## Leben und Werk
Paul Friedeborn entstammte einer Stettiner Kaufmannsfamilie. Im Februar 1586 wurde Friedeborn an der Universität Rostock immatrikuliert. Er besuchte ab 1589 das Stettiner Pädagogium und studierte ab 1591 an der Universität Helmstedt. 1596 wurde er Ratssekretär in der Stettiner Stadtverwaltung, 1616 Ratsherr, 1624 königlich-schwedischer Rat und 1630 fürstlicher Etatsrat und Bürgermeister der Stadt. Unter Herzog Bogislaw XIV. wurde er 1634 zugleich zum Landrat für die Vorderstadt Stettin ernannt.
Sein Zugang zum Stadtarchiv ermöglichte ihm anhand von Urkunden und anderen Archivalien die Abfassung seiner „Stettinischen Geschichten“, die er 1613 als „Historische Beschreibung der Stadt Alten-Stettin“ in drei Büchern veröffentlichte. Zu dieser Arbeit hatte ihn wohl der pommersche Herzog Philipp II. angeregt, dem er das erste Buch widmete. Später gab er noch die „Descriptio urbis Stetinensis topographica et historia“ heraus, die 1654 erneut veröffentlicht wurde.
Sein Sohn Jakob Friedeborn (1607–1676) wurde kurfürstlich-brandenburgischer Geheimer Staatssekretär, sein Sohn Michael Friedeborn (1611–1672) Appellationsrat am Tribunal zu Wismar. Seine Tochter Anna Friedeborn (1608–1678) heiratete den Stettiner Pastor Samuel Fuchs; aus dieser Ehe ging der  brandenburgisch-preußische Staatsmann Paul von Fuchs (1640–1704) hervor.

## Schriften
- Historische Beschreibung der Stadt Alten Stettin in Pommern. Jochim Rhetes Erben, Alten Stettin 1613 (Band 1, Band 2, Band 3).